# こいでりこ
こいで りこは日本の女性声優。主にアダルトゲームに声をあてている。

## 出演作品
太字は主役・メインキャラクター

### ゲーム

#### 2006年
- バトラーズ〜召しませお嬢様〜（新崎さつき）[1]

#### 2007年
- Xross Scramble（桜木百合香）
- チアフル!（桜木百合香）
- HoneyComing（七里 由馬）[2]

#### 2008年
- オトメクライシス（桜木百合香）
- ドレス・ウィザード!（坂本頼子）[3]

#### 2009年
- @HoneyComing RoyalSweet（七里由馬）[4]
- 妻交感 〜他人に抱かれる妻を想像して〜（牧田早苗）[5]
- ツンな彼女 デレな彼女（シズル）[6]
- HoneyComing re:coming（七里由馬）
- ボクん家の家性婦さん（楠木あみ）[7]
- おまかせっ! お勉強☆しすたぁず（早見 亜子）[8]